# Ernst Berg Systems

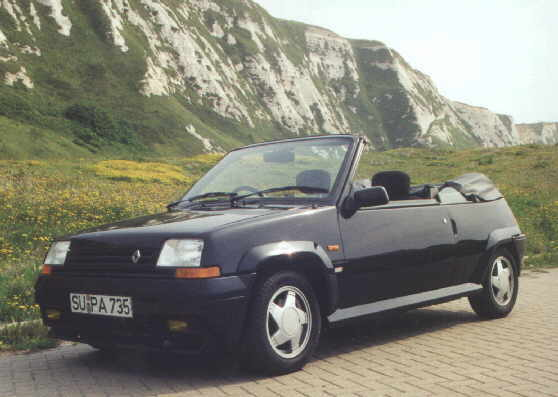
Renault Super 5 Cabrio van EBS

EBS (voluit Ernst Berg Styling) uit het Belgische Zaventem was een carrosseriebouwer. EBS was het bedrijf van de Nederlandse ondernemer en voormalig coureur Ernst Berg. In 1996 ging EBS failliet.

## Beschrijving
Ernst Berg is een voormalig Nederlands coureur die na zijn racecarrière een carrosseriebedrijfje oprichtte dat cabrioletversies maakte van populaire auto’s. Zo verschenen onder andere cabrioletversies van de Citroën AX, de Lada Samara, de Renault 25, de Renault Clio, de Rover 111 en de Volvo 480. Ook maakte EBS ombouwsets om een stationwagen te maken van de Daihatsu Applause, de Renault 25 en de Volvo 440.

### Renault 5 cabriolet
Het eerste EBS-model was een cabrioletversie van de Renault Super 5. Vanaf de première van de nieuwe "Supercinq" ging EBS aan de slag met de ontwikkeling van een cabrioletversie. Dit model werd begin 1985 voorgesteld op de AutoRAI. Op de Autosalon van Genève in 1986 kreeg het prototype de goedkeuring van Renault en de cabrio werd vanaf toen ook via het Renault-dealernetwerk verkocht. In tegenstelling tot toenmalige concurrenten als de VW Golf I, Opel Kadett, Ford Escort, Talbot Samba en Peugeot 205, had de EBS-R5 geen rolbeugel.
De koetswerken moesten onafgewerkt in Zaventem worden geleverd om daar de nodige wijzigingen te ondergaan, om vervolgens terug te keren naar Renault Vilvoorde voor de afwerking. Na het stopzetten van de productie van de Super 5 in Vilvoorde moest EBS werken op basis van volledig afgewerkte auto's, die eerst dienden te worden gestript om vervolgens als cabrio afgewerkt te worden. De productie haalde in de beste dagen een vijftiental eenheden per dag. Bij het starten van het project had men gerekend op een maandproductie van 1.200 stuks. Uiteindelijk zijn er tussen eind 1986 en begin 1991 alleen 949 R5 cabrio's gemaakt.

### Lada Samara cabriolet
Door het succes van de Lada Samara wilde de Belgische Lada-importeur ook een cabrioletversie. In 1990 ontving EBS zodoende een order van Scaldia-Volga SA om een open versie van de Samara te maken. Een eerste prototype werd gemaakt in 1990, gevolgd door negen andere preproductie-exemplaren. De ombouw was zeer geslaagd, de cabrioletversie van Samara had geen rolbeugel waardoor de auto een vloeiende lijn had die aan de vraag van de markt voldeed.
Het model werd in 1991 in België op de markt gebracht als Lada Cabrio en vervolgens vanaf 1992 geëxporteerd naar andere markten zoals Nederland, Duitsland en ten slotte vanaf 1993 naar Frankrijk. Daar werd de auto Lada Natacha genoemd. In Frankrijk vond de open Lada de meeste kopers, er werden in twee jaar tijd 164 exemplaren verkocht. België volgde met 144 exemplaren en Duitsland met 106 eenheden. Uiteindelijk zijn er 446 exemplaren van de Lada Cabrio/Natacha verkocht, waaraan de 10 preproductie-exemplaren kunnen worden toegevoegd. Dit was beneden de verwachtingen die EBS en Scaldia-Volga SA hadden en voor de carrosseriebouwer EBS een van zijn laatste wapenfeiten. In 1996 ging EBS failliet.

## Modellen
Van standaardmodellen afgeleide cabrioletversies:
- BMW 6-serie Cabrio
- Citroën AX Cabrio
- Ferrari 412i Cabrio
- Ferrari Testarossa Targa
- Lada Samara Cabrio
- Mercedes 500 SEC Cabrio
- Renault 5 "Supercinq" Cabrio
- Renault 25 Cabrio
- Renault Clio Cabrio
- Rover 111 Cabrio
- Volvo 480 Cabrio

Standaardmodellen waarvoor EBS een opbouw maakte om er een stationwagen van te maken:
- Daihatsu Applause
- Renault 25
- Volvo 440

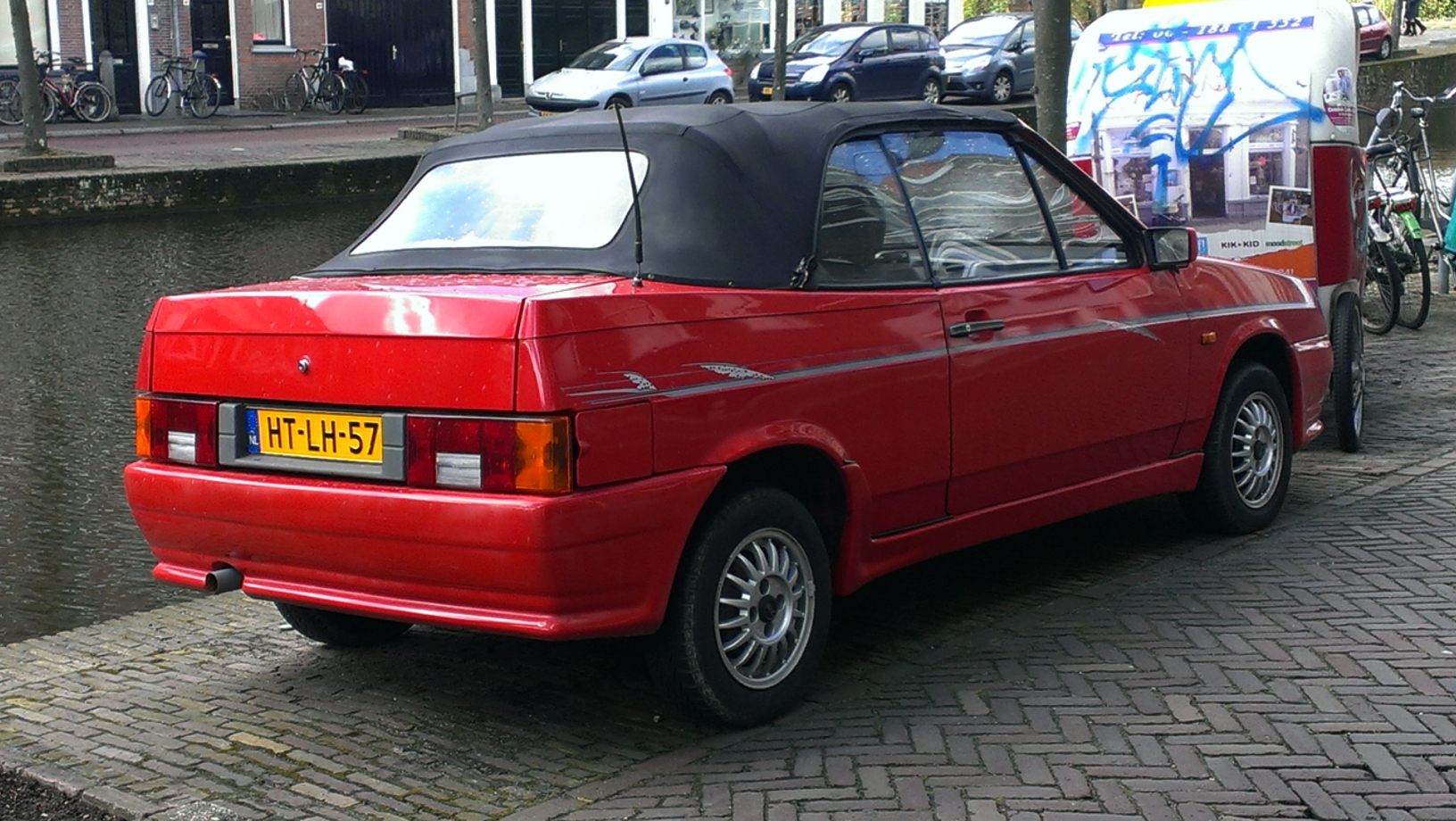
Lada Samara Cabrio
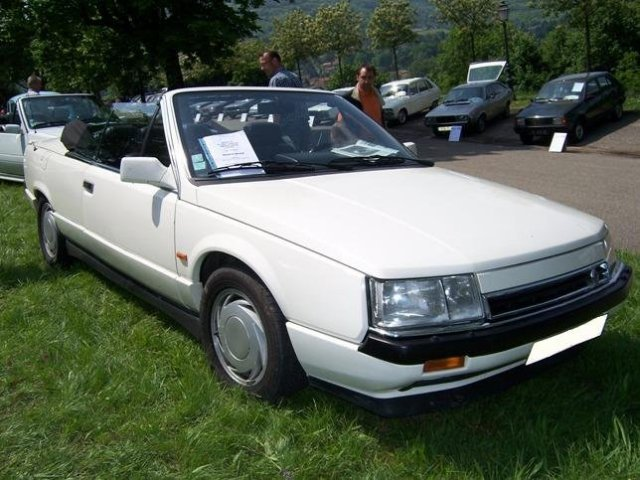
Renault 25 Cabriolet
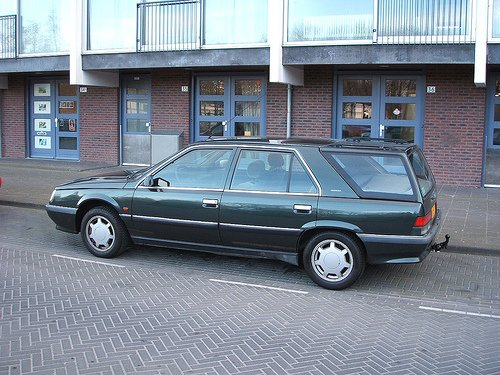
Renault 25 Break